# Ernst Raupach

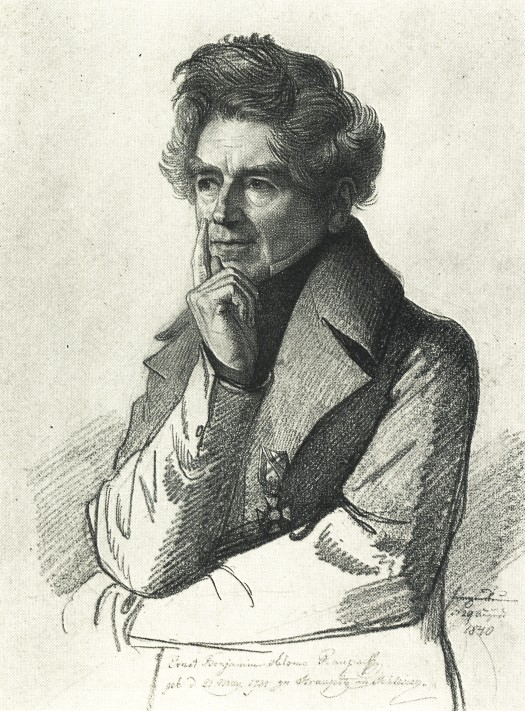
Ernst Raupach, Porträt von Carl Christian Vogel von Vogelstein (1840)

Ernst Benjamin Salomo Raupach (* 21. Mai 1784 in Straupitz bei Liegnitz; † 18. März 1852 in Berlin) war ein deutscher Schriftsteller.

## Leben
Ernst Raupach war der Sohn des Predigers Johann Christoph Raupach († 1794). Mit 17 Jahren begann Raupach im Sommer 1801 Ästhetik, Geschichte, Mathematik und Theologie an der Universität Halle zu studieren. Er beendete dieses Studium im Herbst 1803 und fand in Groß-Wirsewitz bei Liegnitz eine Anstellung als Hauslehrer.
1806 ging Raupach zu seinem älteren Bruder Johann Friedrich, der in Russland bereits seit einigen Jahren ebenfalls als Hauslehrer tätig war. Durch dessen Unterstützung fand Raupach bald eine Anstellung im Haushalt des Ministers Nowossitzoff in St. Petersburg. 1814 wurde Raupach Privatdozent für deutsche Sprache und Geschichte an der Universität St. Petersburg und zwei Jahre später avancierte er dort zum Ordinarius.
Im selben Jahr noch heiratete Raupach in St. Petersburg die Schweizerin Cäcilie von Wildermeth, die aber bereits im darauffolgenden Jahr am Kindbettfieber starb. 1817 betraute man ihn mit einer Professur für Geschichte und dieses Amt hatte er bis Juni 1822 inne. Dann unternahm er eine ausgedehnte Studienreise nach Italien und kehrte erst im Frühjahr 1823 nach Russland zurück. Seine Erlebnisse und Eindrücke über diese Reise veröffentlichte Raupach unter dem Pseudonym „Hirsemenzel“. Später benutzte der Schriftsteller Karl Leberecht Immermann diesen Namen in seinem Münchhausen, um damit Raupach zu parodieren.
Bereits im August desselben Jahres (1823) legte Raupach alle seine Ämter nieder. Für kurze Zeit war er in Weimar, ließ sich aber 1824 für immer in Berlin nieder. Durch seine guten Kontakte zum russischen Zarenhof schloss er in Weimar  Freundschaft mit der Großherzogin Maria Pawlowna und deren Tochter Augusta und fand bald Zugang zum Zirkel der Schriftstellerin Johanna Schopenhauer.
1820 fand mit großem Erfolg die Uraufführung von Raupachs Theaterstück Die Fürsten Chawansky statt. Das Publikum war begeistert und Ernst August Friedrich Klingemann sah in seiner Kritik Raupach als legitimen Nachfolger Schillers. Durch diese Erfolge, aber auch durch seine guten Kontakte zum Hof wurde Raupach aufgefordert, ein Libretto für Agnes von Hohenstaufen zur Musik von Gaspare Spontini zu schreiben. Diese Oper wurde anlässlich der Hochzeit von Prinzessin Marie von Sachsen-Weimar-Eisenach mit Prinz Carl von Preußen am 18. Mai 1827 uraufgeführt.
1830 begann mit der Uraufführung von Heinrichs Tod der 16-teilige Hohenstaufen-Zyklus, mit dem er ein Nationales Theater begründen wollte. Im selben Jahr hatte Raupachs Sozialdrama Der Müller und sein Kind Premiere am Wiener Burgtheater und war so erfolgreich, dass es bis ins 20. Jahrhundert hinein jährlich (meist zu Allerheiligen) in vielen Theatern auf dem Spielplan stand.
Nach seinen Bühnenerfolgen konnte Raupach mit dem General-Intendanten der königlichen Schauspiele Graf Carl von Brühl und später auch mit dessen Nachfolger, Graf Friedrich Wilhelm von Redern finanzielle Nachbesserungen seiner Verträge aushandeln. Ebenfalls erfolgreich waren Raupachs Verhandlungen mit Theodor von Küstner; später nahm Küstner unter anderem dies zum Anlass, Tantiemen einzuführen. Ab 1846 ließ König Friedrich Wilhelm IV. Raupach diese Summe als königlicher Ehrensold auszahlen.

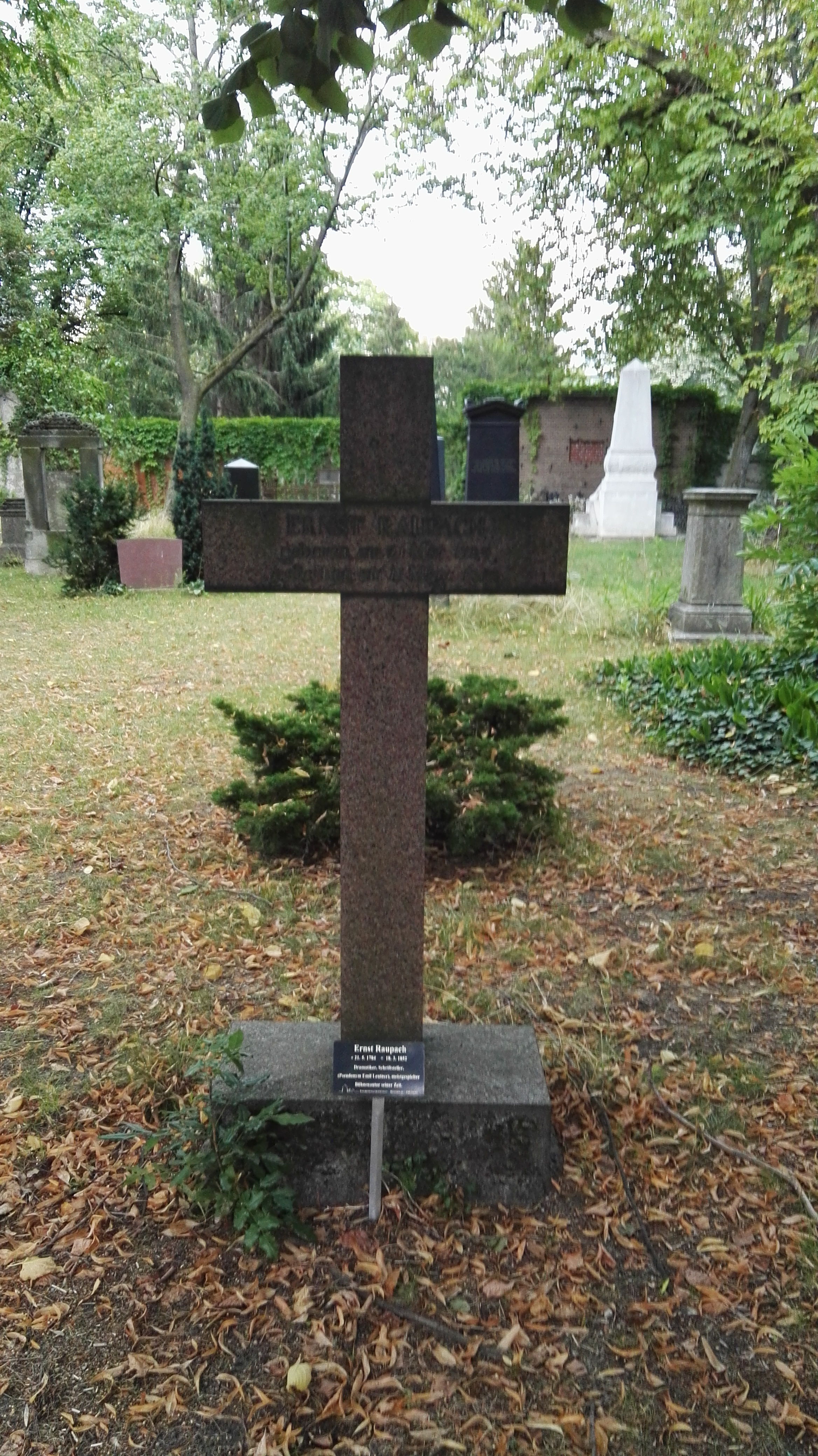
Grab von Ernst Raupach in Berlin-Kreuzberg

Eine Besonderheit der Raupachschen Bühnenstücke bestand darin, dass er seine Stoffe nicht als abgeschlossen in einem einzigen Stück behandelte, sondern dass er Einzelheiten in andere Stücke übergehen ließ, indem er in neuen Stücken das Bekannte aus älteren Stücken wieder aufnahm. Vor allem schuf er stehende Figuren, die unter leicht veränderter Gestalt immer wieder auftraten. So finden sich sein "Till" und sein Dorfbarbier "Schelle" in zahlreichen Stücken "in allerlei Verkleidungen, in immer wieder neuen Situationen und mit neuen Späßen im Munde".
Am 12. Mai 1848 heiratete Raupach in Berlin die Schauspielerin Amalie Pauline Werner.
Fünf Wochen vor seinem 68. Geburtstag starb Ernst Raupach am 18. März 1852 an Atem- und Lungenlähmung. Sein Grab befindet sich auf dem Dreifaltigkeitsfriedhof I in Berlin-Kreuzberg in Feld 2. Als Grabmarkierung dient ein gesockeltes Kreuz aus rotem Granit. Der Schriftsteller Ludwig Rellstab verfasste am 26. März 1852 in der Allgemeinen Zeitung einen Nachruf auf Raupach, in dem es heißt:
... Und doch hatte Raupach so reichhaltig, so viellseitig für das Theater geschaffen, und vieles im Geiste eines feineren Urtheils, einer edleren Erkenntniß, daß man unbestritten mit seinen Stücken alleine einige Jahre lang ... ein Bühnenrepertoire bilden konnte.
Die Berlin-Brandenburgische Akademie der Wissenschaften verwaltet heute seinen Nachlass.

## Rezeption
Bereits mit seinen ersten Stücken, wie Die Erdennacht, das in Venedig spielt, und den in Russland angesiedelten Trauerspielen Die Leibeigenen, oder Isidor und Olga und Die Fürsten Chawansky sah die offizielle Theaterkritik Raupach als Nachfolger Friedrich Schillers. Es fand aber keinerlei Weiterentwicklung statt, sondern Bekanntes wurde in Variationen immer wieder zum Besten gegeben.
Auf seine technische Virtuosität in der Szenengruppierung und seinen gewandten Versbau vertrauend, ging er jeder Vertiefung aus dem Weg und begnügte sich mit der hergebrachten Charakteristik und rhetorischen Gemeinplätzen (Kritik in der Theaterwelt)
Von seinem enormen Schaffen hat sich letztendlich alles überlebt; nur sein 16-teiliger Zyklus Die Hohenstaufen, eine von Barbarossa bis zu Konradin reichende Tragödienreihe und das Stück Der Müller und sein Kind sind noch gelegentlich im Gespräch. Walter Friedemanns Verfilmung von Der Müller und sein Kind ist der früheste noch erhaltene österreichische Spielfilm.
Viele seiner Theaterstücke sind freizügige Bearbeitungen von Werken Gotthold Ephraim Lessings, Friedrich Schillers, verschiedenen spanischen Dramatikern und anderen. Auch mit seinen Lustspielen, vom klassischen Konversationsstück bis hin zur Posse und Anekdote, fand Raupach genau den Geschmack des Publikums. Seine Erfolge wie Der Zeitgeist, Die Schleichhändler oder Der versiegelte Bürgermeister beweisen sein Gespür für trockenen Witz, Laune und vor allem für Situationskomik. Raupach bediente sich dabei immer wieder der Persiflage und Satire, die er manchmal übertrieben, doch wirksam einsetzen konnte.
Die zeitgenössische Kritik, unter anderem Carl Leberecht Immermann und Friedrich Hebbel, ging teilweise ziemlich unsanft mit Raupach um: Ersterer titulierte ihn immer wieder als Traurige Raupe; letzterer dachte öffentlich über ein in-Spiritus-setzen der Hohenstaufenbandwürmer nach. Heinrich Heine, der die französische Komödie vor Augen hatte, nannte Raupach das „Schoßkind [...] der deutschen Theaterdirektionen“. „Unerträglich“ war ihm der Stil Raupachs, der ihm „Übelbefinden“ verursache. Die Konversation in Raupachs Lustspielen sei „erlogen“, weil ungesellig. Im Vergleich mit dem leichten französischen Gesellschaftston sei Raupachs Stil nur „ein ödes Ablagern hagestolzer Gedanken, [...] ein bauchrednerisch vielstimmiger Monolog, [...] Gedanken, die allein schlafen, sich selbst des Morgens ihren Kaffee kochen, sich selbst rasieren“. Zwar: „unter unseren schlechten Lustspieldichtern ist Raupach der beste“, doch seien die deutschen Lustspiele nicht durch lebendige Charaktere, sondern durch „traditionelle Masken“ geprägt.
Streitbar wie er war, stand Raupach seinen Kollegen nicht nach. Das junge Deutschland lehnte er vehement ab; Karl Gutzkow, Heinrich Laube, aber auch Robert Prutz sprach er jegliches Können ab. Auch forderte er in den letzten Jahren seines Lebens immer wieder eine Theaterreform durch die Errichtung eines königlichen Privattheaters, für dessen Spielplan er sich selbst wärmstens empfahl.
Heinz Rühmann beschreibt in seiner Autobiografie Das war’s seinen ersten Auftritt – um 1917 – auf einer Bühne in Raupachs Der Müller und sein Kind: „Im letzten Akt auf dem Friedhof trat ich als Geist auf...“

## Ehrungen
- Roter Adlerorden, III. Klasse
- Hausorden vom Weißen Falken, ein großherzoglich sächsischer Verdienstorden

## Werke (Auswahl)
- Cromwell. Eine Trilogie. Hoffmann & Campe, Hamburg 1841.
  - Die Royalisten oder Cromwell, General. Trauerspiel in fünf Aufzügen. Hoffmann & Campe, Hamburg 1841. (Digitalisat Teil 1)
  - Die Royalisten oder Cromwell, Protektor. Hoffmann & Campe, Hamburg 1844. (Teil 2)
  - Die Royalisten oder Cromwells Ende. Trauerspiel in fünf Aufzügen. Hoffmann & Campe, Hamburg 1844. (Teil 3)
- Mirabeau. Historisches Drama in fünf Akten und einem Vorspiel. Vereins-Buchhandlung, Berlin 1850. (Digitalisat)
- Timoleon, der Befreier, ein dramatisches Gedicht. Drechsler, St. Petersburg 1814. (Digitalisat)
- Der Müller und sein Kind. Volksdrama in fünf Aufzügen. Hoffmann & Campe, Hamburg 1855. (Digitalisat)
- Lebrecht Hirsemenzels, eines deutschen Schulmeisters, Briefe aus und über Italien. Verlag Cnobloch, Leipzig 1823. (Digitalisat)
- Tasso`s Tod. Trauerspiel in 5 Aufzügen. Hoffmann & Campe, Hamburg 1835.
- Dramatische Werke komischer Gattung. Hoffmann & Campe, Hamburg 1828–35.

1. Lasst die Toten ruhn, Kritik und Antikritik, Die Bekehrung. 1829.
2. Der Schleichhändler, Der Wechsler, Denk an Cäsar. 1832.
3. Schelle im Mond, Der Stiefvater, Das Sonett. 1834.
4. Die feindlichen Brüder oder Homöopath und Allopath, Der Zeitgeist, Der Nasenstüber. 1835.

- Dramatische Werke ernster Gattung. Hoffmann & Campe, Hamburg 1830–1843. (16 Bde.)
- Die Schule des Lebens. Schauspiel in fünf Akten nach einer alten Novelle. Hoffmann & Campe, Hamburg 1841. (Digitalisat)
- Vor hundert Jahren, oder: Der alte Dessauer und der Prorektor Langer. Großes komisches Charaktergemälde des vorigen Jahrhunderts in 4 Abtheilungen. ca. 1839.

## Verfilmungen
Der Film Der Müller und sein Kind gilt als der älteste vollständig erhaltene Spielfilm Österreichs.